# Верхнее Пиенжунги
Верхнее Пиенжунги — озеро на территории Костомукшского городского округа Республики Карелии.

## Общие сведения
Площадь озера — 1,7 км², площадь водосборного бассейна — 107 км². Располагается на высоте 109,1 метров над уровнем моря.
Форма озера лопастная. Берега каменисто-песчаные, местами заболоченные.
Через озеро протекает река Пиенжунгийоки, впадающая в озеро Верхнее Куйто.
На северном берегу озера располагаются садовые участки, к которым подходит просёлочнаядорога.
Код объекта в государственном водном реестре — 02020000811102000003978.